# BM Андромеды
BM Андромеды (BM Andromedae, BM And) — молодая звезда типа T Тельца в созвездии Андромеды. Видимая звёздная величина обладает нерегулярной переменностью от 11,63 в максимуме блеска до 14,02 в минимуме блеска.

## Спектр
Точный спектральный класс звезды на данный момент неизвестен. Различные оценки дают значения в диапазоне F8-K5Vea, согласие достигнуто только в отнесении звезды к главной последовательности, но с большей светимостью и яркими эмиссионными линиями, чем обычно. Таким образом классифицируется большинство молодых звёзд, находящихся вблизи стадии главной последовательности.
Показатель цвета меняется с блеском звезды, но спектральный класс с уменьшением светимости не изменяется. Сильные линии H-альфа в спектре являются признаком газовой оболочки, а инфракрасный избыток свидетельствует о существовании протяжённой пылевой оболочки.

## Свойства объекта
BM Андромеды является молодым звёздным объектом с околозвёздным облаком, что представляет собой одну из стадий эволюции протозвезды до главной последовательности. Облако состоит из газовой оболочки вокруг звезды и протяжённой пылевой оболочки. Последняя может достигать расстояний порядка 1 а. е. от звезды и является плоской и наблюдаемой с ребра.
Также было обнаружено наличие корреляции между локальным межзвёздным магнитным полем и поляризацией света, испущенного BM Андромеды. Следовательно, магнитное поле могло играть важную роль в формировании системы.

## Переменность
Оболочка перекрывает часть света, испускаемого звездой, но вследствие неоднородности доля перекрываемого излучения меняется со временем. Это объясняет переменность блеска и один из показателей цвета. Также обнаружилось, что пылевая оболочка поляризует излучение от звезды. Чем больше света перекрывается, тем сильнее поляризация.